# 31-ша зенітна дивізія (Третій Рейх)
31-ша зенітна дивізія (нім. 31. FlaK-Division) — зенітна дивізія Вермахту, що діяла протягом Другої світової війни у складі Повітряних сил Третього Рейху.

## Історія з'єднання
31-ша зенітна дивізія була створена 1 січня 1945 року в рамках розгортання зенітних бригад у зенітні дивізії на фондах 2-ї зенітної бригади. Завданням було забезпечення протиповітряної оборони в регіоні Магдебург-Білефельд.
З моменту формування до потрапляння у полон 20 квітня 1945 року оберст, а згодом генерал-майор Герберт Гізе був командиром дивізії. Оберст Герберт Релер, колишній командир 1-ї зенітної бригади, очолював з'єднання до кінця війни.

## Райони бойових дій
- Німеччина (січень — травень 1945)

## Командування

### Командири
- оберст, пізніше генерал-майор Герберт Гізе (січень — 20 квітня 1945)
- оберст Герберт Релер (20 квітня — травень 1945)

### Склад
| лютий 1945                                                  |
| ----------------------------------------------------------- |
| 52-й зенітний полк (Магдебург)                              |
| 143-й зенітний полк (Дессау)                                |
| 108-й зенітний прожекторний полк (Магдебург)                |
| 162-й полк повітряного спостереження та оповіщення (Дессау) |